# Epithemia sorex

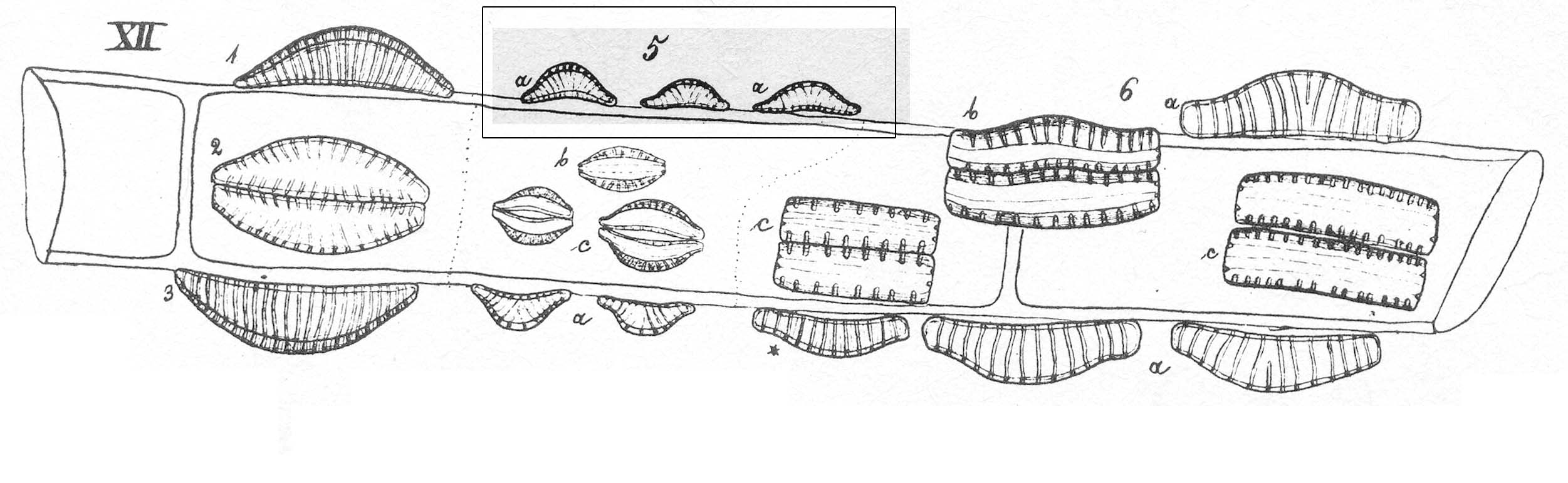
Epithemia sorex rysunek Friedricha Kützinga

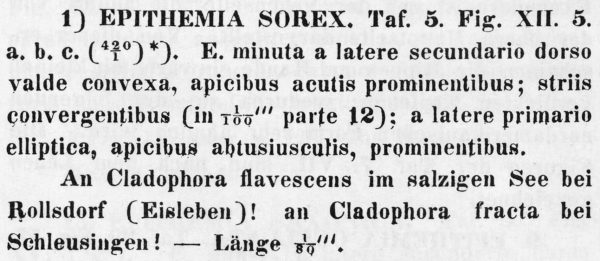

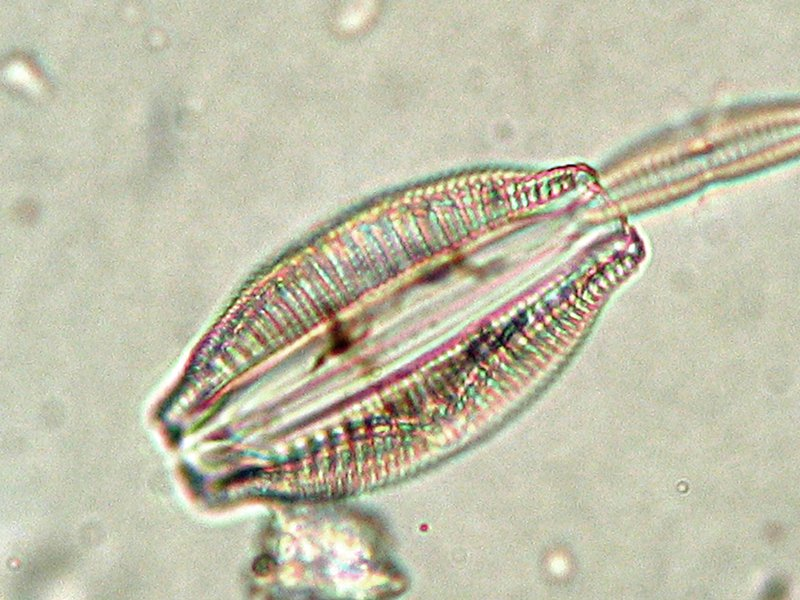
Widok od pasa obwodowego

Epithemia sorex (syn. Eunotia sorex)  – gatunek okrzemek występujących w wodach słodkich. Po raz pierwszy opisany zostały przez Friedricha Kützinga w 1844 roku. Obok Epithemia adnata jeden z najczęściej występujących gatunków rodzaju Epithemia.

## Morfologia
Jednokomórkowe osobniki o długości 8–70 μm i szerokości 6,5–16 μm. Pancerzyki w widoku od strony pasa obwodowego z wypukłymi krawędziami i wyodrębnionymi, wyciągniętymi końcami, a od strony okrywy silnie do umiarkowanie dorsiwentralne. W widoku od strony dorsalnej najczęściej silnie wypukłe, strona wentralna umiarkowanie wklęsła. Kształt widziany od okrywy bywa określany jako „kapelusz Napoleona”. Rafa silnie zakrzywiona, w środku okrywy sięga niemal po dorsalną krawędź okrywy, zaś na wyciągniętych końcach okrywy do środka biegunów. Fibule w 10 μm rozszerzają w 5–7,5 masywnych, wyraźnie widocznych żeber, często nieregularnie usytuowanych. Kształt żeber niemal równoległy do lekko promienistego. Pomiędzy żebrami znajduje się 2–3 areol. Końce zawsze mniej lub bardziej wyodrębnione i wyciągnięte lub główkowate, a następnie wygięte ku stronie dorsalnej i tępo zaokrąglone.

## Ekologia
Gatunek kosmopolityczny. W Środkowej Europie występujący głównie w bogatych w wapń wodach stojących. Najczęściej występuje na nizinach, w jeziorach o średniej do podwyższonej żyzności, gdzie lokalnie może dominować. W sztucznych zbiornikach na obszarach wyżynnych występuje nielicznie, natomiast w regionach górskich jedynie bardzo rzadko. W wodach płynących jest bardzo rzadko spotykana. Często występuje jako epifit na Cladophora i innych grubych nitkowatych algach, także w wodach płynących.  
Gatunkowi Epithemia sorex w polskim wskaźniku okrzemkowym do oceny stanu ekologicznego rzek (IO) przypisano wskaźnik trofii 2,7 natomiast wskaźnik saprobii 1,2. Wskaźnik trofii TI przyjmuje teoretyczne wartości od 0 (niska żyzność) do 4 (wysoka żyzność), wskaźnik saprobii przyjmuje teoretyczne wartości od 1 (niska zawartość materii organicznej) do 4 (wysoka zawartość materii organicznej).  Te dane wskazują na preferencję wód średnio żyznych oraz co najwyżej nieznacznie zanieczyszczonych. Podobnie jest we wskaźnikach do oceny zbiorników zaporowych wskaźnik trofii wynosi 3, a wskażnik saprobii 1. Ponadto jest gatunkiem referencyjnym, czyli pożądanym, w zbiornikach typu przejściowego i limnicznego. We wskaźniku dla jezior (IOJ) indeks troficzny to 2,5, wskazujący na preferencje do wód średnio żyznych. W tym wskaźniku jest to gatunek uznany za referencyjny dla jezior twardowodnych, ale nie dla miękkowodnych.
W pancerzyku żyją endosymbiotyczne sinice zdolne do asymilacji azotu atmosferycznego, przez co gatunek ten może występować w siedliskach ubogich w przyswajalne związki azotu.

## Gatunki podobne
Jeżeli chodzi o zasięg rafy w kierunku dorsalnej Epithemia sorex wykazuje podobieństwo jedynie do Epithemia argus i Epithemia smithii, jednak można je rozróżnić biorąc pod uwagę odmienne kształty okryw.